# Мисс США 2017
Мисс США 2017 (англ. Miss USA 2017) — 66-й конкурс красоты Мисс США. Прошедший 14 мая, 2017 года в Michelob Ultra Arena, Лас-Вегас, Невада Терренс Дженкинс и Джулианна Хаф стали ведущими вечера, Эшли Грэм вернулась в роли закулисного ведущего. Бретт Элдридж, Pitbull и Cirque du Soleil выступала с программой Michael Jackson: One.
Дешона Барбер победительница Мисс США 2016, передала титул новой победительнице Кара Маккалоу, обе победительницы представляли штат Округ Колумбия. Победительница представляла страну на международном конкурсе Мисс Вселенная 2017, вошла в Топ 10.

## За кулисами

### Отбор участников
Участницы из 50 штатов и Округ Колумбия выбирались с июля 2016 по февраль 2017 года. Первым штатом, где был проведён местный отборочный конкурс стала Флорида 16 июля 2016 года, последним штатом стала Аляска, проводился 4 февраля 2017 года. Восемь из конкурсанток были участницами Юная мисс США, трое победительницами штатов Мисс Америка и одна Мисс выдающийся подросток США.
Одна участница была заменена другой. Хенесиз Давила была победительницей «Мисс Флорида 2017», но была вскоре дисквалифицирована из-за найма профессиональных визажистов. Она была заменена Линетт де лос Сантос, Первой Вице-мисс Флорида 2017. Да́вила позже участвовала в Мисс США 2018.

## Результаты

### Финальные результаты
| Финальные результаты | Участница |
| -------------------- | --- |
| Мисс США 2017        | - Вашингтон (округ Колумбия) — Кара Маккалоу                                                                                           |
| 1-я Вице Мисс        | - Нью-Джерси — Чави Верг |
| 2-я Вице Мисс        | - Миннесота — Меридит Гулд |
| Топ 5                | - Иллинойс — Уитни Уандланд - Южная Каролина — Меган Гордон                                                                            |
| Топ 10               | - Аляска — Алисса Лондон - Калифорния — Индия Уильямс - Миссури — Бейли Дейтон - Нью-Йорк — Ханна Лопа - Теннесси — Алли-Саттон Хеткот |

### Награда
| Награда              | Участница                                         |
| -------------------- | ------------------------------------------------- |
| Мисс Конгениальность | - Вайоминг — Микаэла Шоу - Миссури — Бейли Дейтон |

### Порядок объявлений
| 1. Миннесота 2. Нью-Джерси 3. Миссури 4. Теннесси 5. Калифорния 6. Вашингтон (округ Колумбия) 7. Южная Каролина 8. Нью-Йорк 9. Иллинойс 10. Аляска | 1. Миннесота 2. Иллинойс 3. Южная Каролина 4. Вашингтон (округ Колумбия) 5. Нью-Джерси | 1. Вашингтон (округ Колумбия) 2. Миннесота 3. Нью-Джерси |  |

## Конкурс

### Предварительный конкурс
Перед финалом конкурса, конкурсантки приняли участие в предварительном конкурсе, которое включало в себя частное интервью с судьями и презентационное шоу, где они выходили в купальных костюмах и вечерних платьях. Транслировался 11 мая 2017 года на официальном YouTube-канале «Miss USA», а ведущими выступили Репортёр по развлечениям и «Мисс Висконсин 2009» Алекс Верли и Дешона Барбер.

#### Судьи
- Халима Аден — Сомали-Американская модель и первая женщина участвовавшая на национальном конкурсе «Мисс США» вышедшая в хиджабе/буркини
- Мора Макгриви – корпоративное сообщество IMG
- Кэрол Гист – победительница Мисс США 1990
- Нэнси Люблин[англ.] – Генеральный директор компании «Crisis Text Line»
- Брук Махеалани Ли – победительница Мисс США 1997 и Мисс Вселенная 1997
- Ник Лайт – Вице-президент Sony Music и Warner Bros. Records
- Ванесса Грингер – Директор по развитию бизнеса в IMG

### Финалы
Впервые с 2003 года, количество финалистов сократилось с 15 до 10. Топ 10 конкурсанток выходили купальниках и вечерних платьях, Топ 5 приняли участие в квалификационных вопросах, оставшиеся три участницы участвовали в заключительном раунде вопросов и выходе на подиум, победительница определялась составом жюри.

#### Судьи
- Халима Аден – Сомали-Американская модель и первая женщина участвовавшая на национальном конкурсе «Мисс США» вышедшая в хиджабе/буркини
- Карсон Крессли[англ.] – Телеведущая, эксперт по стилю, модельер и автор
- Брук Махеалани Ли – победительница Мисс США 1997 и Мисс Вселенная 1997
- Нэнси Люблин[англ.] – Основатель организации «Dress for Success»
- Дженни Мэй[англ.] – Эксперт по стилю, филантроп и соведущая программы «The Real[англ.]»
- Джанет Мокк[англ.] – Автор, телеведущая и адвокат

## Участницы
Список из участниц конкурса:
| Штат                       | Имя                  | Возраст | Рост | Родной регион/город | Место         | Примечание                                                                          |
| -------------------------- | -------------------- | ------- | ---- | ------------------- | ------------- | ----------------------------------------------------------------------------------- |
| Айдахо                     | Касси Льюис          | 26      | 170  | Москоу              |               |                                                                                     |
| Айова                      | Келси Вайер          | 26      | 170  | Уэст-Де-Мойн        |               | Участница 24 сезона реалити-шоу «Холостяк»                                          |
| Алабама                    | Бейлиит              | 20      | 170  | Таскалуса           |               |                                                                                     |
| Аляска                     | Алисса Лондон        | 27      | 173  | Анкоридж            | Топ 10        | Первая представительница племени Тлинкиты на конкурсе «Мисс Аляска»                 |
| Аризона                    | Томми Линн Калхун    | 27      | 170  | Тусон               |               |                                                                                     |
| Арканзас                   | Аринн Джонсон        | 20      | 173  | Хот-Спрингс         |               | В прошлом «Юная Мисс Арканзас 2015»                                                 |
| Вайоминг                   | Микаэла Шоу          | 23      | 170  | Каспер              |               | В прошлом «Мисс Вайоминг 2015»                                                      |
| Вашингтон                  | Алекс Карлсон-Хело   | 23      | 173  | Мил-Крик            |               | В прошлом «Юная Мисс Вашингтон 2012»                                                |
| Вермонт                    | Мэдисон Кота         | 21      | 178  | Белоус-Фолс         |               | В прошлом «Юная Мисс Вермонт 2014»                                                  |
| Виргиния                   | Жаклин Кэрролл       | 23      | 173  | Станардсвилл        |               | В прошлом «Юная Мисс Виргиния 2010»                                                 |
| Висконсин                  | Скайлар Витти        | 19      | 170  | Шофилд              |               |                                                                                     |
| Гавайи                     | Джули Го             | 23      | 170  | Гонолулу            |               |                                                                                     |
| Делавэр                    | Миа Джонс            | 21      | 180  | Бэар                |               | В прошлом «Юная Мисс Делавэр 2014»                                                  |
| Джорджия                   | ДеАнна Джонсон       | 21      | 183  | Хазлхерст           |               | Участница телешоу восьмого сезона, The Voice                                        |
| Западная Виргиния          | Лорен Рауш           | 22      | 175  | Мейсон              |               | Позже участница реалити-шоу Пожалуй ты! 7 сезон Позже «Мисс мира Пенсильвания 2019» |
| Иллинойс                   | Уитни Уандланд       | 25      | 170  | Чикаго              | Топ 5         | Чикаго Буллз Luvabull                                                               |
| Индиана                    | Бриттани Уинчестер   | 27      | 168  | Индианаполис        |               |                                                                                     |
| Калифорния                 | Индия Уильямс        | 20      | 183  | Лафейетт            | Топ 10        |                                                                                     |
| Канзас                     | Кэтрин Кармайкл      | 26      | 185  | Манхэттен           |               |                                                                                     |
| Кентукки                   | Мадлен Миерс         | 22      | 175  | Луисвилл            |               |                                                                                     |
| Колорадо                   | Сабрина Джанссен     | 21      | 178  | Денвер              |               |                                                                                     |
| Коннектикут                | Ольга Литвиненко     | 27      | 178  | Гринуич             |               | В прошлом «Юная Мисс Коннектикут 2007»;                                             |
| Луизиана                   | Бетани Трахан        | 21      | 163  | Лейк-Чарльз         |               |                                                                                     |
| Массачусетс                | Джулия Скапаротти    | 24      | 173  | Пибоди              |               | Чирлидер New England Patriots Cheerleaders                                          |
| Миннесота                  | Меридит Гулд         | 22      | 180  | Миннеаполис         | 2-я Вице Мисс | В прошлом Мисс выдающийся подросток Южная Дакота В прошлом «Мисс Южная Дакота 2014» |
| Миссисипи                  | Эшли Хэмби           | 24      | 173  | Мадисон             |               |                                                                                     |
| Миссури                    | Бейли Дейтон         | 23      | 175  | Ли-Саммит           | Топ 10        | Первая афро-американская мисс Миссури Позже участвовала в шоу Big Brother 20        |
| Мичиган                    | Криста Фергюсон      | 24      | 175  | Детройт             |               |                                                                                     |
| Монтана                    | Брук Безансон        | 20      | 178  | Мизула              |               |                                                                                     |
| Мэн                        | Брук Харрис          | 26      | 168  | Ли                  |               |                                                                                     |
| Мэриленд                   | Адрианна Дэвид       | 22      | 173  | Роквилл             |               | Позже «Мисс Мэриленд 2018»                                                          |
| Небраска                   | Жасмин Фюлберт       | 20      | 168  | Норфолк             |               | В прошлом «Юная Мисс Небраска 2013»                                                 |
| Невада                     | Лорен Йорк           | 23      | 175  | Примм               |               |                                                                                     |
| Нью-Гэмпшир                | Сара Муссо           | 26      | 170  | Портсмут            |               |                                                                                     |
| Нью-Джерси                 | Чави Верг            | 20      | 175  | Эдисон              | 1-я Вице Мисс |                                                                                     |
| Нью-Йорк                   | Ханна Лопа           | 25      | 173  | Спенсерпорт         | Топ 10        |                                                                                     |
| Нью-Мексико                | Ашли Мора            | 25      | 170  | Альбукерке          |               | В прошлом «Мисс мира Нью-Мексико 2015»                                              |
| Огайо                      | Динали Бакстер       | 24      | 170  | Уинчестер           |               |                                                                                     |
| Оклахома                   | Алек Смит            | 20      | 173  | Мурленд             |               |                                                                                     |
| Вашингтон (округ Колумбия) | Кара Маккалоу        | 25      | 178  | Вашингтон           | Мисс США 2017 |                                                                                     |
| Орегон                     | Элизабет Денни       | 26      | 175  | Розберг             |               |                                                                                     |
| Пенсильвания               | Кассандра Ангст      | 23      | 173  | Феастервилл         |               |                                                                                     |
| Род-Айленд                 | Келси Суонсон        | 23      | 170  | Кранстон            |               |                                                                                     |
| Северная Дакота            | Ракель Веллентин     | 24      | 175  | Фарго               |               |                                                                                     |
| Северная Каролина          | Кэти Кобл            | 27      | 170  | Шарлотт             |               | В прошлом «Юная Мисс Северная Каролина 2007»                                        |
| Теннесси                   | Алли-Саттон Хеткот   | 25      | 170  | Франклин            | Топ 10        |                                                                                     |
| Техас                      | Нэнси Гонсалес       | 27      | 170  | Фрипорт             |               |                                                                                     |
| Флорида                    | Линетт де лос Сантос | 25      | 168  | Майами              |               |                                                                                     |
| Южная Дакота               | Тесса Ди             | 26      | 170  | Митчелл             |               | В прошлом «Мисс Южная Дакота 2013»                                                  |
| Южная Каролина             | Меган Гордон         | 23      | 175  | Норт-Огаста         | Топ 5         | Позже «Мисс мира Южная Каролина 2019»                                               |
| Юта                        | Бейли Дженсен        | 23      | 180  | Саут-Джордан        |               | Дочь победительницы Мисс США 1989 — Гретхен Полемус                                 |

## Международное вещание

### Телевидение
- США: Fox
- Африка: DSTV[англ.] Mzansi Magic (отложенная трансляция)
- Азиатско-Тихоокеанский регион: Star World[англ.]
- Венесуэла: Venevision

## Общие рекомендации
- Announcing Talent and Judges for the 2017 Miss USA Competition. missuniverse.com. Miss Universe Organization. Дата обращения: 10 мая 2017. Архивировано из оригинала 1 мая 2019 года.